# گردشگری بی‌رویه

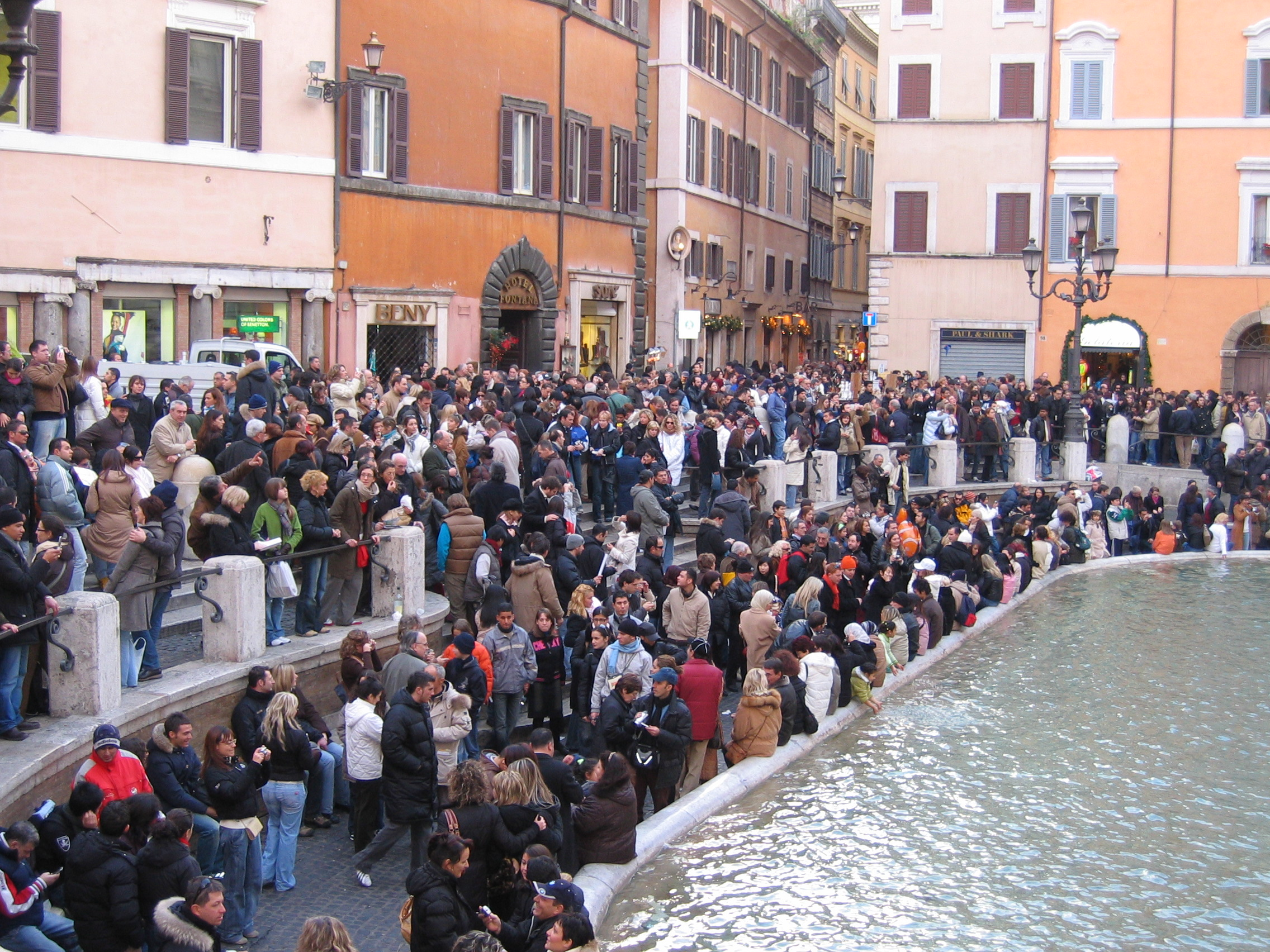
ازدحام جمعیت در فواره تروی در رم

گردشگری بی‌رویه (به انگلیسی: Overtourism)، به ازدحام یا ازدحام بیش از حد گردشگران گفته می‌شود که سبب درگیری با مردم محلی می‌شود. سازمان جهانی گردشگری (UNWTO) گردشگری بی‌رویه را به عنوان «تأثیر گردشگری بر یک مقصد یا بخش‌هایی از آن که به‌شدت بر کیفیت زندگی درک‌شده شهروندان و/یا کیفیت تجربه بازدیدکنندگان تأثیر منفی می‌گذارد» تعریف می‌کند. این تعریف نشان می‌دهد که چگونه می‌توان گردشگری بی‌رویه را هم در میان مردم محلی در نظر گرفت، که گردشگری را به عنوان یک عامل نابودگر که به‌طور فزاینده‌ای زندگی روزمره را تحت فشار قرار می‌دهد، و همچنین بازدیدکنندگانی که ممکن است تعداد بالای گردشگران را به عنوان یک مزاحم در نظر بگیرند، در نظر گرفت.
این اصطلاح فقط از سال ۲۰۱۵ به‌طور پیاپی مورد استفاده قرار گرفته‌است، اما در حال حاضر رایج‌ترین عبارت برای توصیف پیامدهای منفی نسبت داده شده به گردشگری است.